# Wolfshain (Tschernitz)
Wolfshain, niedersorbisch Śisej, ist ein Ortsteil der Gemeinde Tschernitz im Landkreis Spree-Neiße in Brandenburg. Bis zur Eingemeindung nach Tschernitz am 26. Oktober 2003 war Wolfshain eine eigenständige Gemeinde, die vom Amt Döbern-Land verwaltet wurde.

## Lage
Wolfshain liegt in der Niederlausitz unmittelbar an der Grenze zu Sachsen. Die Stadt Weißwasser ist etwa dreizehn Kilometer und die Stadt Spremberg etwa 16 Kilometer entfernt. Umliegende Ortschaften sind die Stadt Döbern im Norden, Eichwege im Nordosten, Hinterberge im Osten, die bereits in Sachsen liegenden Dörfer Halbendorf im Süden und Groß Düben im Südwesten sowie die zur Gemeinde Felixsee gehörenden Ortsteile Reuthen im Westen und Friedrichshain im Nordwesten.
Wolfshain liegt an der Bundesstraße 156 von Spremberg nach Weißwasser. Im westlichen Teil der Gemarkung liegt der sogenannte Lohnteich. Der südlich durch Wolfshain fließende Grenzgraben, dieser bildet an der Stelle die Grenze zwischen Brandenburg und Sachsen.

## Geschichte
Wolfshain wurde bereits zu Beginn des 12. Jahrhunderts als wendische Siedlung gegründet. 1377 wurde der Ort als „Wolffshain“ erstmals urkundlich erwähnt. Ein Rittergut ist seit 1497 bekannt. Der deutsche Ortsname bedeutet in etwa „Gehegter Wald, in dem sich Wölfe aufhalten“. Der sorbischsprachige Ortsname „Śisej“ bedeutet „Scheißbeerenstrauch“ und wurde erstmals 1751 als „Schißej“ genannt. Ernst Eichler leitet den sorbischen Namen von dem niedersorbischen Wort für Eibe ab. Diese Sträucher waren in der Region früher weit verbreitet.
Das Gutshaus in Wolfshain stammt aus dem 17. Jahrhundert und war Wohnsitz der Familie von Poncet. Die Familie wurde 1782 in den Reichsadelsstand nobilitiert, ein Jahr danach erfolgte die kursächsische Anerkennung. Bekanntester Vertreter vor Ort wurde der Landrat Julius Eduard von Poncet. Einer seiner Nachfahren übernahm später die Besitzung, der kgl. preuß. Leutnant a. D. Max von Poncet, 1845 geboren und 1902 in Heluan in Ägypten gestorben, liiert mit der bürgerlichen Elisa Tauscher. Um 1914 führte die Witwe Elisa von Poncet den Gutsbetrieb. Gut Wolfshain gehörte zu einem größeren Industrie-Komplex der Familie von Poncet. Die Nachfolge als Gutserbe trat der älteste Sohn Franz von Poncet und seine Ehefrau Erika von Chamier-Glisczinski an. Die von Poncet-Glashütte Aktiengesellschaft bestand von 1905 bis 1945.
Wolfshain liegt im historischen sorbischen Siedlungsgebiet. Bis in die erste Hälfte des 19. Jahrhunderts wurde in Wolfshain überwiegend sorbisch gesprochen. In den 1880er-Jahren sprachen größtenteils nur noch die Erwachsenen sorbisch, da die Kinder, vor allem schulisch bedingt, nur mehr Deutsch sprechen. Für seine Statistik über die sorbische Bevölkerung in der Lausitz zählte Arnošt Muka im Jahr 1884 insgesamt 257 Einwohner, von denen nur 30 (12 %) sorbisch sprachen. In der Statistik Ernst Tscherniks aus dem Jahr 1956 taucht der Ort gar nicht mehr auf.
Nach den Vereinbarungen des Wiener Kongresses kam das vormals sächsische Wolfshain als Teil der Niederlausitz an das Königreich Preußen. Dort lag der Ort im Landkreis Spremberg im Regierungsbezirk Frankfurt. Ab 1843 wurde in Wolfshain in der Kohlegrube „Julius“ Braunkohle abgebaut. Diese Braunkohle wurde von der im Dorf ansässigen Ziegelei sowie den umliegenden Glashütten genutzt. 1847 wurde Wolfshain durch den Bau der Straße von Spremberg nach Bad Muskau (heutige Bundesstraße 156) an das Straßennetz angeschlossen. 1880 wurde die Bahnstrecke Weißwasser–Forst errichtet, die auch durch die Gemarkung Wolfshains führte. Der Ort hatte bei Streckenkilometer 9,23 einen Haltepunkt. 1996 wurde die Strecke stillgelegt.
Am 25. Juli 1952 wurde Wolfshain dem neu gebildeten Kreis Spremberg im Bezirk Cottbus zugeteilt, lag nach der Wende im Landkreis Spremberg in Brandenburg und war ab dem 31. Juli 1992 Teil des Amtes Döbern-Land. Nach der brandenburgischen Kreisreform am 6. Dezember 1993 kam die Gemeinde schließlich zum neu gebildeten Landkreis Spree-Neiße. Zum 26. Oktober 2003 wurde Wolfshain nach Tschernitz eingemeindet. Nach einer Entscheidung des Verwaltungsgerichts Cottbus im August 2023 gehört Wolfshain zum amtlichen Siedlungsgebiet der Sorben/Wenden.

## Bevölkerungsentwicklung
| Einwohnerentwicklung in Wolfshain von 1875 bis 2002 | Einwohnerentwicklung in Wolfshain von 1875 bis 2002 | Einwohnerentwicklung in Wolfshain von 1875 bis 2002 | Einwohnerentwicklung in Wolfshain von 1875 bis 2002 | Einwohnerentwicklung in Wolfshain von 1875 bis 2002 | Einwohnerentwicklung in Wolfshain von 1875 bis 2002 |
| Jahr                                                | Einwohner                                           | Jahr                                                | Einwohner                                           | Jahr                                                | Einwohner                                           |
| --------------------------------------------------- | --------------------------------------------------- | --------------------------------------------------- | --------------------------------------------------- | --------------------------------------------------- | --------------------------------------------------- |
| 1875                                                | 244                                                 | 1939                                                | 566                                                 | 1981                                                | 493                                                 |
| 1890                                                | 256                                                 | 1946                                                | 614                                                 | 1985                                                | 476                                                 |
| 1910                                                | 463                                                 | 1950                                                | 654                                                 | 1989                                                | 447                                                 |
| 1925                                                | 484                                                 | 1964                                                | 557                                                 | 1995                                                | 403                                                 |
| 1933                                                | 557                                                 | 1971                                                | 554                                                 | 2002                                                | 412                                                 |

## Infrastruktur
Wolfshain verfügt über eine Mehrzweckhalle und einen Jugendclub, letzterer wurde 1977 gegründet. Bereits seit 1908 gibt es eine Freiwillige Feuerwehr. Wolfshain ist von mehreren Angelseen umgeben.

## Nachweise
1. ↑  Fakten und Zahlen. In: amt-doebern-land.de. Amt Döbern-Land, 31. Dezember 2023, abgerufen am 4. Mai 2024.
2. ↑  Reinhard E. Fischer: Die Ortsnamen der Länder Brandenburg und Berlin: Alter – Herkunft – Bedeutung. be.bra Wissenschaft, Berlin 2005, S. 184.
3. ↑  Ernst Eichler: Die Ortsnamen der Niederlausitz. 1. Auflage. Verlag VEB Domowina, Bautzen 1975, S. 120.
4. ↑  Gothaisches Genealogisches Taschenbuch der Briefadeligen Häuser 1914, Achter Jahrgang, Justus Perthes, Gotha 1913, S. 719 f.
5. ↑  Ernst Seyfert: Güter-Adreßbuch für die Provinz Brandenburg 1914. Verzeichnis. Handbuch der Königlichen Behörden; nach amtlichen Quellen und auf Grund direkter Angaben bearbeitet, in: Niekammer`s Güter-Adressbücher, Band VII, 2. Auflage, Reichenbach`sche Verlagsbuchhandlung, Leipzig 1914, S. 362 f.
6. ↑  Deutsches Industrie-Adreßbuch Ausgabe 1909, Band 1: Bergwerke, Salinen, Hütten- und Walzwerke, Erste Abteilung, Druck- und Kommissions-Verlag der Rheinisch-Westfälischen Verlagsanstalt GmbH, Bochum 1909, S. 80.
7. ↑  Gothaisches Genealogisches Taschenbuch der Adeligen Häuser. Teil B (Briefadel) 1942, Zugleich Adelsmatrikel der Deutschen Adelsgenossenschaft, Vierunddreißigster Jahrgang, Justus Perthes, Gotha 1941, S. 387–391.
8. ↑  von Poncet Glashüttenwerke Aktiengesellschaft, in: Albert Gieseler, Mannheim 2009. Stand 2023. Vgl. Informationen Auktionshaus Gutowski Wolfenbüttel.
9. ↑  Arnošt Muka: Pućowanja po Serbach. Nakład Domowiny/Domowina-Verlag, Budyšin/Bautzen 1957, S. 56.
10. ↑  Ernst Tschernik: Die Entwicklung der sorbischen Bevölkerung. Akademie-Verlag, Berlin 1954.
11. ↑  Geschichte von Tschernitz und Wolfshain. Gemeinde Tschernitz, abgerufen am 21. Dezember 2023.
12. ↑  Wolfshain im Geschichtlichen Ortsverzeichnis. Abgerufen am 21. Dezember 2023.
13. ↑  Döbern und Ortsteil Tschernitz laut Gericht kein sorbisches Siedlungsgebiet. rbb24, 25. August 2023, abgerufen am 4. Mai 2024.
14. ↑  Historisches Gemeindeverzeichnis des Landes Brandenburg 1875 bis 2005. (PDF) Landkreis Spree-Neiße. Landesbetrieb für Datenverarbeitung und Statistik Land Brandenburg, Dezember 2006, abgerufen am 21. Dezember 2023.
15. ↑  Gemeinde Tschernitz. Amt Döbern-Land, abgerufen am 21. Dezember 2023.